# Breyeriana cistransandina
Breyeriana cistransandina är en fjärilsart som beskrevs av Orfila 1957. Breyeriana cistransandina ingår i släktet Breyeriana och familjen träfjärilar. Inga underarter finns listade i Catalogue of Life.